# Telluur
Telluur of tellurium is een scheikundig element met symbool Te en atoomnummer 52. Het is een zilvergrijs metalloïde.

## Ontdekking
Telluur is in 1782 ontdekt door de Oostenrijks-Hongaarse wetenschapper Franz Joseph Müller von Reichenstein. Zestien jaar later, in 1798, werd het door Martin Heinrich Klaproth voor het eerst geïsoleerd en kreeg het zijn naam. De naam telluur is afgeleid van het Latijnse tellus dat aarde betekent.
Bij het onderzoeken van telluur werd ook seleen gevonden.

## Toepassingen
Vanaf de jaren '60 werd telluur steeds vaker gebruikt in thermo-elektrische apparaten en als legeringsmateriaal in automatenstaal voor een betere verspaanbaarheid, maar ook in andere metalen. Het wordt aan lood toegevoegd om het metaal wat sterker en duurzamer te maken en beter bestand tegen zwavelzuur. Wanneer telluur wordt toegevoegd aan roestvast staal wordt dat eenvoudiger bewerkbaar. Andere toepassingen zijn:
- In de keramische industrie.[1]
- In combinatie met bismut wordt het gebruikt in thermo-elektrische apparaten.[1]
- Het wordt toegevoegd aan gietijzer om het afkoelproces, en daardoor de mechanische eigenschappen van het eindproduct, te beïnvloeden.[1][2]
- Telluur wordt in combinatie met cadmium gebruikt in sommige zonnepanelen.

## Opmerkelijke eigenschappen
In kristallijne vorm is telluur zilverwit en in zuivere vorm heeft het een metallieke glans. Toch is het een bros en gemakkelijk verpulverbaar metalloïde. Telluur is een P-type halfgeleider waarbij de elektrische geleidbaarheid afhankelijk is van de richting waarin de atomen geordend zijn.
Telluur deelt met seleen en zwavel de eigenschap dat de geleidbaarheid afhankelijk is van de hoeveelheid opvallend licht. In een vlam brandt het met een groenblauwe kleur. In gesmolten toestand reageert telluur met koper, ijzer en staal. In zonnecellen is telluur zeer effectief voor het opwekken van energie.

## Verschijning
Telluur is een vrij zeldzaam element dat meestal in gebonden toestand in de natuur voorkomt, zelden in de vrije vorm. De meest voorkomende verbinding is het mineraal calaveriet. Het mineraal telluriet bestaat uit telluur(IV)oxide.
De belangrijkste bron van telluur zijn slakken die overblijven bij de elektrolytische raffinage van koper.

## Isotopen
| Stabielste isotopen | Stabielste isotopen | Stabielste isotopen      | Stabielste isotopen      | Stabielste isotopen      | Stabielste isotopen      |
| Iso                 | RA (%)              | Halveringstijd           | VV                       | VE (MeV)                 | VP                       |
| ------------------- | ------------------- | ------------------------ | ------------------------ | ------------------------ | ------------------------ |
| 120Te               | 0,096               | stabiel met 68 neutronen | stabiel met 68 neutronen | stabiel met 68 neutronen | stabiel met 68 neutronen |
| 121Te               | syn                 | 154 d                    | EV                       | 1,334                    | 121Sb                    |
| 122Te               | 2,603               | stabiel met 70 neutronen | stabiel met 70 neutronen | stabiel met 70 neutronen | stabiel met 70 neutronen |
| 123Te               | 0,908               | 1·1013 j                 | EV                       | 0,051                    | 123Sb                    |
| 124Te               | 4,816               | stabiel met 72 neutronen | stabiel met 72 neutronen | stabiel met 72 neutronen | stabiel met 72 neutronen |
| 125Te               | 7,139               | stabiel met 73 neutronen | stabiel met 73 neutronen | stabiel met 73 neutronen | stabiel met 73 neutronen |
| 126Te               | 18,952              | stabiel met 74 neutronen | stabiel met 74 neutronen | stabiel met 74 neutronen | stabiel met 74 neutronen |
| 127Te               | syn                 | 109 d                    | β−                       | 0,786                    | 127I                     |
| 128Te               | 31,687              | 7,7·1024 j               | 2 β−                     | 0,867                    | 128Xe                    |
| 129Te               | syn                 | 33,6 d                   | β−                       | 1,604                    | 129I                     |
| 130Te               | 33,799              | 2,7·1021 j               | 2 β−                     | 2,528                    | 130Xe                    |

In de natuur komen er vijf stabiele isotopen van telluur voor en er zijn ongeveer 30 radioactieve isotopen bekend, veelal met relatief lange halveringstijden van miljoenen jaren.

## Toxicologie en veiligheid
Vrijwel alle telluurverbindingen zijn giftig. Arbeiders die in ijzergieterijen aan lage concentraties telluurverbindingen in de lucht waren blootgesteld, 0,01 mg·m−3 of minder, kregen last van foetor ex ore, een sterk ruikende adem. Zodra telluur wordt toegevoegd aan vloeibaar ijzer ontstaat TeO2. Eenmaal ingeademd wordt dit telluurdioxide in het menselijk lichaam omgezet in dimethyltelluride, Te(CH3)2; dit wordt via de longen uitgescheiden en veroorzaakt dat de adem een onmiskenbare knoflookgeur heeft, die soms weken kon aanhouden.